# FCペトロルル・プロイェシュティ
FCペトロルル・プロイェシュティ（ルーマニア語: Fotbal Club Petrolul Ploiești、ルーマニア語発音: [peˈtrolul ploˈjeʃtʲ]）は、ルーマニアのプラホヴァ県プロイェシュティを本拠地とするプロサッカークラブ。現在はリーガ1に所属する。クラブ名のPetrolulはルーマニア語で石油を意味するpetrolに後置定冠詞-ulが付加したものである。

## 歴史
1924年、ブカレストの2クラブが合併する形で前身のユヴェントス・ブカレストが設立された。1947年以降、クラブはDistribuția、ペトロルル、コンペトロル、パルティザヌル、フラカラと幾度も名称変更を繰り返した。1952年、本拠地をプロイェシュティに移転。その後、1956年にエネルギアに改名し、翌1957年に現在のクラブ名となった。なお、1992年にはFCプロイェシュティに改名していたが、1年で元に戻している。
クラブはリーガ1で4回、クパ・ロムニエイで3回の優勝経験を持つ。ヨーロッパの舞台では1962-63シーズンにインターシティーズ・フェアーズカップで準々決勝まで勝ち進み、1995-96シーズンはUEFAカップウィナーズカップの予備予選でレクサムFCを下して本戦に進出した。
ペトロルルは2004年にリーガ2に降格するが、2010-11シーズンに優勝してリーガ1に復帰した。2012-13シーズンはリーグ戦を3位で終えてUEFAヨーロッパリーグ予選への出場権を獲得し、クパ・ロムニエイで3度目の優勝を果たした。
歴史的経緯からFCラピド・ブカレストとはライバル関係にある。

## クラブ名の遍歴
| 年        | クラブ名                     |
| --------- | ---------------------------- |
| 1924-1947 | ユヴェントス・ブカレスト     |
| 1947-1948 | Distribuția București        |
| 1948-1949 | ペトロルル・ブカレスト       |
| 1949-1950 | コンペトロル・ブカレスト     |
| 1950-1951 | パルティザヌル・ブカレスト   |
| 1951-1952 | フラカラ・ブカレスト         |
| 1952-1956 | フラカラ・プロイェシュティ   |
| 1956-1957 | エネルギア・プロイェシュティ |
| 1957-1992 | ペトロルル・プロイェシュティ |
| 1992-1993 | FCプロイェシュティ           |
| 1993-     | ペトロルル・プロイェシュティ |

## タイトル

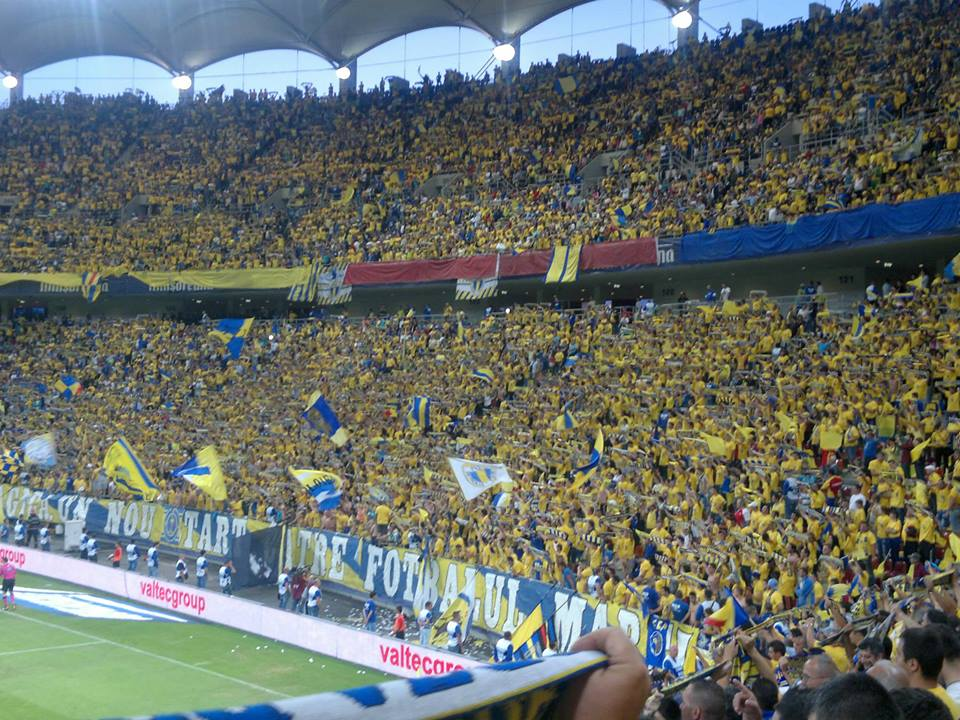
クパ・ロムニエイ決勝戦でのサポーター

### 国内タイトル
- リーガ1: 4回

1929-30, 1957-58, 1958-59, 1965-66
- リーガ2: 8回

1940-41, 1954, 1976-77, 1981-82, 1984-85, 1988-89, 2002-03, 2010-11
- クパ・ロムニエイ: 3回

1962-63, 1994-95, 2012-13

## 現所属メンバー
2016年4月2日現在
注：選手の国籍表記はFIFAの定めた代表資格ルールに基づく。
| No. | Pos. |              | 選手名                      |
| --- | ---- | ------------ | --------------------------- |
| 1   | GK   | ルーマニア   | アルベルト・コブレア (主将) |
| 5   | MF   | ルーマニア   | ダン・ブクシャ              |
| 8   | MF   | アルジェリア | カリム・ジアニ              |
| 9   | FW   | イタリア     | ミケーレ・パオルッチ        |
| 10  | MF   | ルーマニア   | ラウレンチウ・マリネスク    |
| 11  | FW   | キプロス     | マルコス・ミハイル          |
| 12  | GK   | ルーマニア   | ユスティン・ポペスク        |
| 13  | DF   | フランス     | ファブリス・ブジョルジ      |
| 14  | DF   | ルーマニア   | クリスティアン・プルハク    |
| 15  | FW   | スイス       | ヤンコ・パカル              |
| 16  | DF   | ルーマニア   | アレグザンドゥル・ベンガ    |
| 17  | MF   | フランス     | アブデラー・ズビル          |

| No. | Pos. |            | 選手名                         |
| --- | ---- | ---------- | ------------------------------ |
| 21  | MF   | フランス   | リュドヴィク・グリーロ         |
| 22  | DF   | ルーマニア | デアン・ベツァ                 |
| 23  | MF   | ルーマニア | ダニエル・スタナ               |
| 25  | DF   | ルーマニア | コンスタンティン・ミシェラリク |
| 30  | MF   | ルーマニア | ダチアン・ヴァルガ             |
| 37  | DF   | ルーマニア | アレグザンドゥル・ダヴィド     |
| 40  | DF   | ルーマニア | ロベルト・アレクサンドゥル     |
| 42  | FW   | ルーマニア | ヴィクトラシュ・アスタフェイ   |
| 77  | MF   | ルーマニア | ボグダン・ガヴリラ             |
| 90  | FW   | ルーマニア | ジェオルジェ・マレシュ         |
| -   | DF   | ルーマニア | アンドレイ・ペテレウ           |
| -   | FW   | フランス   | シーク・ディアッラ             |

## 過去の成績
- 2010-11 リーガ2 (Seria II) 優勝 (昇格)
- 2011-12 リーガ1 14位
- 2012-13 リーガ1 3位
- 2013-14 リーガ1 3位
- 2014-15 リーガ1 6位

### 欧州での成績
| 年度    | 大会                 | ラウンド   | 国               | 相手                  | ホーム | アウェー | 合計  |
| ------- | -------------------- | ---------- | ---------------- | --------------------- | ------ | -------- | ----- |
| 2013-14 | UEFAヨーロッパリーグ | 2回戦      | フェロー諸島の旗 | バイキングル          | 3 - 0  | 4 - 0    | 7 - 0 |
| 2013-14 | UEFAヨーロッパリーグ | 3回戦      | オランダの旗     | フィテッセ            | 1 - 1  | 2 - 1    | 3 - 2 |
| 2013-14 | UEFAヨーロッパリーグ | プレーオフ | イングランドの旗 | スウォンジ・シティAFC | 2 - 1  | 1 - 5    | 3 - 6 |

## 歴代監督
- エウセビウ・トゥドル 2015
- ミハイ・ストイキツァ 2015-2016
- コンスタンティン・シューマッハ 2016
- イオネル・ガネ 2016
- オクタヴィアン・グリゴレ 2016-2017
- ロムルス・チオバヌ 2017-2018
- レオンティン・グロザヴ 2018
- ムグレル・コルナツェアヌ 2018-2019
- ゲオルゲ・ムルツェスク 2019
- フラヴィウス・ストイカン 2019
- コステル・エナケ 2019-2020
- ヴィオレル・モルドヴァン 2020-2021
- ニコラエ・コンスタンティン 2021-

## 歴代所属選手
- クリスティアン・メリンテ 2011-2012
- ニコラエ・ミテア 2011-2012
- モンセフ・ゼルカ 2012
- ゲオルゲ・グロザフ 2012-2013
- アドリアン・クリステア 2012-2013